# Edward Boland

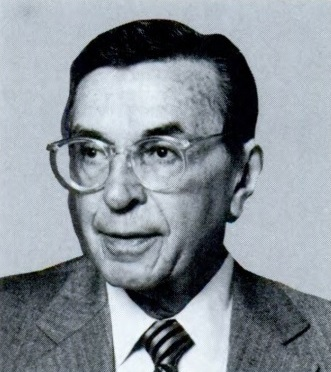
Edward Boland (1983)

Edward Patrick Boland (* 1. Oktober 1911 in Springfield, Massachusetts; † 4. November 2001 ebenda) war ein US-amerikanischer Politiker. Zwischen 1953 und 1989 vertrat er den Bundesstaat Massachusetts im US-Repräsentantenhaus.

## Werdegang
Edward Boland besuchte bis 1928 die Central High School in Springfield und danach das Bay Path Institute in Longmeadow. Außerdem studierte er in Boston Jura. Später begann er als Mitglied der Demokratischen Partei eine politische Laufbahn. Zwischen 1934 und 1940 saß er als Abgeordneter im Repräsentantenhaus von Massachusetts. Während des Zweiten Weltkrieges diente er zwischen 1942 und 1945 in der US Army. Bis 1952 arbeitete Boland als Notar (Register of Deeds) im Hampden County.
Bei den Kongresswahlen des Jahres 1952 wurde Boland im zweiten Wahlbezirk von Massachusetts in das US-Repräsentantenhaus in Washington, D.C. gewählt, wo er am 3. Januar 1953 die Nachfolge von Foster Furcolo antrat. Nach 17 Wiederwahlen konnte er bis zum 3. Januar 1989 insgesamt 18 Legislaturperioden im Kongress absolvieren. In seine Zeit im Kongress fielen unter anderem der Vietnamkrieg, die Bürgerrechtsbewegung und im Jahr 1974 die Watergate-Affäre. Von 1977 bis 1985 war er Vorsitzender des Geheimdienstsonderausschusses. Nach ihm wurde das 1982 beschlossene Boland-Amendment benannt, das jegliche weitere Finanz- und Militärhilfe für die von der CIA unterstützten nicaraguanischen Contra-Rebellen unterband.
Im Jahr 1988 verzichtete Edward Boland auf eine erneute Kongresskandidatur. Nach dem Ende seiner Zeit im US-Repräsentantenhaus zog er sich aus der Politik zurück. Er starb am 4. November 2001 90-jährig in seinem Heimatort Springfield.